# التوابت
التوابت، هي جماعة قروية تابعة لإقليم آسفي ضمن جهة دكالة عبدة بالمغرب.  بلغ مجموع عدد سكان التوابت حسب إحصاءات 2004 حوالي 10841 نسمة يعيشون في 1901 أسرة.